# アナ・ジョンソン
アナ・ジョンソン（Ana Johnsson、1977年10月4日 - ）はスウェーデンの歌手である。アルバム『The Way I Am』から「We Are」が映画『スパイダーマン2』のテーマ曲に選ばれて世界的に有名になった。
スウェーデン語、英語、ドイツ語、ノルウェー語の四カ国語に堪能である。

## ディスコグラフィー
- The Way I Am （2004年）
- Coz I can （2004年）
- Little Angel （2006年）